# HVC 127-41-330
HVC 127-41-330 är ett interstellärt moln. Astronomen Josh Simon anser att det också kan vara en så kallad mörk galax, det vill säga en galax som består av mörk materia.